# Kohnstein
Kohnstein, é uma colina a 2 km a sudoeste da vila de Niedersachswerfen e a 3 km a noroeste do centro da cidade de Nordhausen, na Alemanha.
A mineração de gipsita, criou vários túneis nessa colina, túneis esses que mais tarde foram usados como depósitos de produtos químicos e combustíveis, e também
para fábricas da Alemanha Nazista, incluindo a Mittelwerk, que fabricava os foguetes V-2 usando trabalho escravo dos prisioneiros do campo de Mittelbau-Dora.